# Eigenhandel
Der Eigenhandel (auch Eigengeschäft; englisch Proprietary Trading) ist im Bankwesen der Handel mit Finanzinstrumenten (Geld, Wertpapiere, Devisen, Sorten, Edelmetalle, Kredite oder Derivate) im eigenen Namen und für eigene Rechnung zwecks Erzielung kurzfristiger Handelsgewinne, der nicht durch Kundengeschäft ausgelöst wird.

## Allgemeines
Kreditinstitute können Bankgeschäfte mit Nichtbanken und anderen Kreditinstituten (Interbankenhandel) betreiben. Beim Kundengeschäft liegt den Banken ein Auftrag vom Kunden (Nichtbank oder Bank) vor oder kann später erwartet werden. Beim Eigenhandel hingegen liegt kein Kundenauftrag vor und ist auch später nicht zu erwarten. Außerdem spielt das Motiv bei Eingehung des Geschäfts eine bedeutende Rolle, denn Eigenhandel wird nur betrieben, wenn kurzfristige Gewinnerwartungen erkannt und realisiert werden. Zu diesem Zweck werden Finanzinstrumente für den Wiederverkauf gehalten und/oder übernommen, um bestehende und/oder erwartete Unterschiede zwischen dem Kauf- und Verkaufspreis oder andere Preis- oder Zinsschwankungen kurzfristig zu nutzen. Treten Banken auf den Märkten im eigenen Namen und für eigene Rechnung auf, tragen sie ein Marktrisiko, das Gewinnchancen beinhaltet, bei dem aber auch Verlustgefahren drohen können. Das Marktrisiko ist neben dem Kreditrisiko und dem Liquiditätsrisiko ein typisches bankbetriebliches Risiko.

## Geschichte
Der Sprachwissenschaftler Kaspar von Stieler formulierte bereits 1674 „die Commissionen sind zwar sicherer als eigne Handlungen…“ und wies damit auf die Unterschiede des Eigenhandels zum Kommissionsverkauf hin. Für Jonas Ludwig von Heß lag 1811 Eigenhandel (Properhandel) vor, wenn jemand auf „Speculation und für seine Rechnung Waaren in auswärtigen Häfen und Landstädten kauft...“. Im deutschen Wörterbuch von 1840 verstand man darunter den „Waareneinkauf für eigene Rechnung“.
Schwerpunkt der Tätigkeit der Banken war seit jeher die „Ausführung der Kundenordres“. Seinen Ursprung hat der Eigenhandel beim Selbsteintritt des Kommissionärs im Effektenhandel. Der eigentlich zwischen Käufer und Verkäufer vermittelnde Kommissionär tritt selbst als Verkäufer oder Käufer auf und liefert oder erwirbt die Wertpapiere für eigene Rechnung. Hier wurde der Selbsteintritt zum Handelsbrauch, weil man das Schwergewicht auf den erstrebten wirtschaftlichen Erfolg, den Kauf oder Verkauf, legte. Eine Kommission zur Beratung eines neuen Handelsgesetzbuchs fand 1858 den Selbsteintritt als Partikularrecht vor, er galt sogar als deutsches Gewohnheitsrecht. Der seit Mai 1861 geltende § 376 ADHGB beschränkte den Selbsteintritt auf Waren oder Wertpapiere mit einem Markt- oder Börsenpreis. Damit sanktionierte das ADHGB eine Vermischung zwischen Eigenhandel und Fremdhandel. Arthur Nussbaum befasste sich 1917 ausführlich mit Kommission und Eigenhandel. Im Jahre 1932 war es bereits üblich, von Eigenhandel zu sprechen, wenn der Bankier seinem Kunden bei einem Effektenanschaffungsgeschäft als Verkäufer (und nicht Vermittler) gegenübertritt. Beim Selbsteintritt und Eigenhandel erfolgt die Anschaffung oder Veräußerung von Wertpapieren – das Deckungsgeschäft – nicht für Rechnung des Bankkunden, sondern für eigene Rechnung der Bank.
Die Banken begannen verstärkt ab 1970, den Eigenhandel als ertragbringenden Sektor zu etablieren. Doch die Erträge stellten sich im Verlaufe der Jahre als äußerst volatil und nicht nachhaltig heraus, entstandene Verluste führten sogar zu Bankenkrisen wie im Juni 1974 bei der Herstatt-Bank. Insbesondere die sehr positive Entwicklung der Aktienmärkte hatte im Jahre 1999 zu einer deutlichen Steigerung des Eigenhandelsergebnisses deutscher Kreditinstitute geführt. So konnte die Deutsche Bank 1999 ihr Handelsergebnis mehr als verdoppeln, auch bei den anderen Großbanken, den öffentlich-rechtlichen und genossenschaftlichen Spitzeninstituten stellte der Eigenhandel eine wesentliche Ertragsposition dar. In den USA sorgte im Juli 2010 die so genannte „Volcker rule“ als Bestandteil des Dodd–Frank Acts für eine Einschränkung von spekulativen Bankgeschäften, die nicht ihren Kunden zugutekommen. Danach ist den Banken der Eigenhandel nur noch erlaubt, wenn dadurch eigene Risiken abgesichert werden sollen.

## Rechtsfragen
Welche Geschäfte handelsrechtlich in den Eigenhandel fallen, lässt sich nicht anhand der Geschäftsart beurteilen. Finanzinstrumente wie Wertpapiere, Devisen, Sorten, Edelmetalle oder Derivate sind keineswegs zwingend dem Eigenhandelsbereich zuzuordnen, sondern können auch eine Dienstleistung im Kundengeschäft darstellen.

### Bankenaufsichtsrecht
Die Bankgeschäfte oder Finanzdienstleistungen werden bankenaufsichtsrechtlich im KWG danach unterschieden, in wessen Auftrag und für wessen Rechnung (Risiko) sie durchgeführt werden:
- Handel im fremden Namen für fremde Rechnung (offene Stellvertretung): ist Abschlussvermittlung (§ 1 Abs. 1a Satz 2 Nr. 2 KWG). Hierzu gehört die Finanzdienstleistung der Platzierung einer Emission in offener Stellvertretung.
- Handel im eigenen Namen für fremde Rechnung (verdeckte Stellvertretung): ist Finanzkommissionsgeschäft (§ 1 Abs. 1 Satz 2 Nr. 4 KWG). Hierzu gehört die kommissionsweise Anschaffung und Veräußerung von Finanzinstrumenten im Sinne des § 1 Abs. 11 KWG als Bankgeschäft.
- Handel im eigenen Namen für eigene Rechnung: § 1 Abs. 1a Satz 2 Nr. 4 KWG ist als Bankgeschäft ein Eigenhandel, sofern er als „Dienstleistung für andere“ zu begreifen ist. Die „Dienstleistung für andere“ zeichnet sich dadurch aus, dass der Eigenhändler in Reaktion auf einen Kundenauftrag oder in Antizipation eines solchen handelt, weil er den besseren Zugang zu dem Markt hat, auf dem er agiert, um sich für das Kundengeschäft einzudecken, die aus dem Kundengeschäft resultierende Position zu schließen oder dem Kunden überhaupt den Marktzugang zu verschaffen, der diesem ansonsten verschlossen bliebe.[15] Hierzu gehören Banken, die über Festpreisgeschäfte dem Privatanleger überhaupt erst den Kauf von Wertpapieren ermöglichen sowie die Aufgabegeschäfte, mit denen der Börsenmakler temporäre Ungleichgewichte zwischen Angebot und Nachfrage in weniger liquiden Werten ausgleicht. Fällt ein Handel in Finanzinstrumenten mangels Dienstleistungscharakters aus dem Tatbestand des Eigenhandels im Sinne des § 1 Abs. 1a Satz 2 Nr. 4 KWG heraus, ist er ohne weiteres dem Tatbestand des Eigengeschäfts (§ 1 Abs. 1a Satz 3 KWG) zuzuordnen.
- für das durch § 1 Abs. 1a Satz 3 KWG als Eigenhandel fingierte Eigengeschäft liegen keine Kundenaufträge vor und werden später auch nicht eintreffen. Das Eigengeschäft (Nostrohandel) wird allein im eigenen Interesse und ohne Kundenauftrag verfolgt.[16] Hierunter fallen alle Anschaffungen und Veräußerungen von Finanzinstrumenten für eigene Rechnung, die nicht als Dienstleistung erfasst werden. Ein Dienstleistungscharakter fehlt etwa, wenn die Geschäfte ohne einen entsprechenden Kundenauftrag erfolgen und auch sonst kein Handelsbezug für einen potenziellen Kunden zu erkennen ist. Alle auf Kundenaufträgen basierende, im fremden Namen ausgeführte Geschäfte sind niemals dem Eigenhandel zuzuordnen.[17] Damit entspricht der aufsichtsrechtliche Begriff „Eigengeschäft“ dem Eigenhandel im bankbetrieblichen Sinne.

Der „Handel für einen anderen“ ist mithin in drei Varianten denkbar:
1. Im Wege offener Stellvertretung (im fremden Namen für fremde Rechnung – § 1 Abs. 1a Satz 2 Nr. 2 KWG),
2. im Wege verdeckter Stellvertretung (im eigenen Namen für fremde Rechnung – § 1 Abs. 1 Satz 2 Nr. 4 KWG) und
3. im Wege des Eigenhandels für einen anderen (im eigenen Namen für eigene Rechnung – § 1 Abs. 1a Satz 2 Nr. 4 KWG).

Von den beiden erstgenannten Alternativen unterscheidet sich der Eigenhandel dadurch, dass regelmäßig zwei Kaufverträge vorliegen: Der Finanzdienstleister erwirbt ein Finanzinstrument im eigenen Namen und verkauft es anschließend an den Kunden weiter. Voraussetzung des Eigenhandels ist daher, dass vor dem Kauf ein konkreter Kundenauftrag zum Erwerb eines bestimmten Wertpapiers – in der Regel zu einem vereinbarten Festpreis – erteilt wurde.
Die nicht immer leichte Abgrenzung hat die Bundesanstalt für Finanzdienstleistungsaufsicht im Oktober 2014 zum Anlass genommen, zu den Tatbeständen des Eigenhandels und Eigengeschäfts Stellung zu nehmen. Danach erfasst der Tatbestand des Eigenhandels nach § 1 Abs. 1a Satz 2 Nr. 4 KWG vier Varianten:
- das kontinuierliche Anbieten des Kaufs oder Verkaufs von Finanzinstrumenten an einem organisierten Markt oder in einem multilateralen Handelssystem zu selbst gestellten Preisen (§ 1 Abs. 1a Satz 2 Nr. 4a KWG),
- das häufige organisierte und systematische Betreiben von Handel für eigene Rechnung außerhalb eines organisierten Marktes oder eines multilateralen Handelssystems, indem ein für Dritte zugängliches System angeboten wird, um mit ihnen Geschäfte durchzuführen (§ 1 Abs. 1a Satz 2 Nr. 4b KWG),
- das Anschaffen oder Veräußern von Finanzinstrumenten für eigene Rechnung als Dienstleistung für andere (§ 1 Abs. 1a Satz 2 Nr. 4c KWG) oder
- das Kaufen oder Verkaufen von Finanzinstrumenten für eigene Rechnung als unmittelbarer oder mittelbarer Teilnehmer eines inländischen organisierten Marktes oder multilateralen Handelssystems mittels einer hochfrequenten algorithmischen Handelstechnik. Diese ist gekennzeichnet durch die Nutzung von Infrastrukturen, die darauf abzielen, Latenzzeiten zu minimieren, durch die Entscheidung des Systems über die Einleitung, das Erzeugen, das Weiterleiten oder die Ausführung eines Auftrags ohne menschliche Intervention für einzelne Geschäfte oder Aufträge und durch ein hohes untertägiges Mitteilungsaufkommen in Form von Aufträgen, Quotes oder Stornierungen, auch ohne Dienstleistung für andere (§ 1 Abs. 1a Satz 2 Nr. 4d KWG).

Der Tatbestand des Eigengeschäfts gemäß § 1 Abs. 1a Satz 3 KWG erfasst dem BaFin zufolge die Anschaffung und die Veräußerung von Finanzinstrumenten für eigene Rechnung, die nicht Eigenhandel im Sinne des § 1 Absatz 1a Satz 2 Nr. 4 KWG ist. Damit werden sämtliche Anschaffungen und Veräußerungen von Finanzinstrumenten für eigene Rechnung lückenlos entweder als erlaubnispflichtige Dienstleistung in Form des Eigenhandels oder als ebenfalls erlaubnispflichtige Anlagetätigkeit in Form des Eigengeschäfts erfasst. Das Tatbestandsmerkmal „für eigene Rechnung“ dient der Abgrenzung des Eigenhandels vom Finanzkommissionsgeschäft. Während die Anschaffung und die Veräußerung von Finanzinstrumenten beim Finanzkommissionsgeschäft (§ 1 Abs. 1 Satz 2 Nr. 4 KWG) für „fremde Rechnung“ erfolgt, geschieht das Anschaffen und Veräußern beim Eigenhandel „für eigene Rechnung“; das Kreditinstitut trägt vollständig das Preis- und Erfüllungsrisiko.

### Wertpapierrecht
Im Wertpapierhandelsgesetz (WpHG) wird der Eigenhandel wertpapierrechtlich anders definiert. Er ist hier stets „Dienstleistung für andere“ (§ 2 Abs. 8 Nr. 2 Buchstabe c WpHG) oder als Eigengeschäft „keine Dienstleistung für andere“ (§ 2 Abs. 8 Satz 6 WpHG). Eine Bank ist grundsätzlich nicht verpflichtet, ihren Kunden darüber aufzuklären, dass sie fremde Anlageprodukte im Wege des Eigengeschäfts oder des Eigenhandels zu einem über ihrem Einkaufspreis liegenden Preis veräußert. Wer häufig und regelmäßig auf organisierte und systematische Weise Eigenhandel außerhalb organisierter Märkte und multilateraler Handelssysteme betreibt und damit ein eigenes Marktrisiko übernimmt, gilt nach § 2 Abs. 8 Nr. 2 Buchstabe b und § 79 WpHG als systematischer Internalisierer. Er muss den Pflichten des Titel III der Verordnung (EU) Nr. 600/2014 nachkommen (etwa Vorhandelstransparenz). Diese Vorschriften für Internalisierer beruhen ursprünglich auf Art. 21 Verordnung (EG) Nr. 1287/2006 vom 10. August 2006.
Nach § 31 DepotG sind die für Kommissionäre geltenden Bestimmungen der §§ 18 bis 30 DepotG auch im Falle des Selbsteintritts und Eigenhandels anzuwenden. Diese Gleichstellung von Selbsteintritt und Eigenhandel mit der Geschäftsbesorgungskommission soll den Bankkunden schützen. Der Selbsteintritt besteht darin, dass nach § 400 Abs. 1 HGB der Kommissionär den Kauf oder Verkauf von Wertpapieren dadurch ausführen darf, dass er die Wertpapiere selbst als Käufer liefert oder als Verkäufer übernimmt.

## Bankbetriebliche Bedeutung
Der Eigenhandel stellt einen wichtigen Bereich des Investmentbanking dar und ist zudem Grundvoraussetzung für das so genannte Market Making. Neben dem Kreditgeschäft ist der Eigenhandel mit Wertpapieren, Derivaten und anderen marktpreisbezogenen Finanzmarktprodukten für überregional tätige Banken ein bedeutendes Geschäftsfeld. Neue personelle oder sachliche Kapazitäten (Händler, Handelstechnik) waren dafür meist nicht zu schaffen, da diese bereits für das Kundengeschäft vorhanden waren. Deshalb kann der Eigenhandel dazu beitragen, dass die personellen und sächlichen Handelskapazitäten in Banken höher ausgelastet werden, um die gerade in diesen Bereichen hohen Fixkosten besser decken zu können. Durch den Einsatz eigener Mittel wird die Bank selbst am Geld- und Kapitalmarkt aktiv und tätigt Geschäfte mit Finanzinstrumenten im eigenen Namen und auf eigene Rechnung.
Wegen sinkender Gewinne im Kundengeschäft betrieben Banken verstärkt Eigenhandel, der zunächst beachtliche Gewinne einbrachte. Das war auch bei der 1974 zusammengebrochenen Herstatt-Bank der Fall, die im Devisenhandel großvolumig ab 1971 Eigenhandel betrieb. Zum Bilanzstichtag 31. Dezember 1973 erwirtschaftete sie im Geschäftsjahr 1973 einen operativen Verlust von 14 Millionen DM, der durch die Gewinne aus Eigenhandel von 48 Millionen DM zu einem Jahresüberschuss von 34 Millionen DM verwandelt wurde. Aus Devisentermingeschäften bestand eine offene Netto-Position von 711 Millionen DM, dem 23-Fachen des haftenden Eigenkapitals.
Nach Schätzungen der Bundesbank entfallen zwischen 80 und 90 % des täglichen Devisenhandelsvolumens auf den Eigenhandel.

### Aktivitäten
Operative Eigenhandelsaktivitäten sind Kauf oder Verkauf von Wertpapieren, Devisen, Sorten, Edelmetallen, Krediten oder Derivaten oder die Aufnahme oder Anlage von Geld. Das kann taktisch durch Arbitrage oder Spekulation erfolgen, wobei als Strategien der Aufbau von offenen Positionen oder die Glattstellung, Hedging oder Covering offener Positionen in Handels- oder Anlagebüchern zur Verfügung stehen. Zum Eigenhandel gehören sowohl kurzfristige Trading-Transaktionen als auch das Eingehen längerfristiger, strategischer Positionen. Die Kurspflege ist ein Teil des Eigenhandels, selbst wenn sie vertraglich mit dem Emittenten von Wertpapieren vereinbart wurde.

### Risiken
Risiken entstehen im Eigenhandelsbereich durch das Marktrisiko, das aus den Einzelrisiken des Währungs-, Zinsänderungs-, Wertpapier- und Rohwarenrisiko (Edelmetallpreise) besteht. Sie können einzeln oder kumuliert auftreten. Verglichen mit den Risiken aus dem Anlagebuch, vor allem den Ausfallrisiken bei Krediten, waren die Marktpreisrisiken des Eigenhandels lange Zeit von untergeordneter Bedeutung. Bei einer typischen Großbank entfielen 2004 etwa 4 % des regulatorisch notwendigen Eigenkapitals auf die Unterlegung von Marktpreisrisiken im Eigenhandel. Die deutschen Kreditinstitute erzielten im Geschäftsjahr 2004 das schwächste Eigenhandelsergebnis seit 1994, was im Wesentlichen auf die Großbanken zurückzuführen war. Im Geschäftsjahr 2008 mussten die Banken drastische Verluste im Eigenhandel verbuchen. Dramatisch betroffen von der Weltfinanzkrise 2007–2008 waren die Netto-Ergebnisse aus dem Eigenhandel; die Verluste erreichten einen absoluten Höchststand bezogen auf den Zeitraum 1993 bis 2008. Wesentliche Gründe für die drastische Verschlechterung des Eigenhandelsergebnisses waren insbesondere hohe Abschreibungen auf strukturierte Finanzierungen (insbesondere Asset Backed Securities (ABS), Residential und Commercial Mortgage Backed Securities (RMBS, CMBS) sowie Collateralized Debt Obligations (CDO)) sowie große Verluste im Derivategeschäft. Hier schlugen sich unter anderem die Insolvenz der Investmentbank Lehman Brothers und in geringerem Maße Abschreibungen auf spezifische Auslandsengagements sowie Wertminderungen im Zusammenhang mit Monoliner-Versicherern nieder. Von den Eigenhandelsverlusten des Jahres 2008 in Höhe von 18,8 Milliarden Euro entfielen 82 % auf die Großbanken; für die Ertragslage der übrigen Institutsgruppen spielte der Eigenhandel auch 2008 praktisch keine Rolle. Das veranlasste im September 2004 die Commerzbank, als erste Großbank den Eigenhandel einzustellen.
Um die Risiken aus dem Eigenhandel zu begrenzen, schreibt die EU-weit gültige Kapitaladäquanzverordnung in Art. 317 ff. eine Bindung der offenen Buchpositionen (Bestandsrisiken) an die Eigenmittel eines Kreditinstituts vor. Überschreiten die offenen Gesamtpositionen (nach einer der beiden Alternativen) 2 % der Eigenmittel, sind diese offenen Positionen mit 8 % zu gewichten. Damit ergibt sich automatisch eine volumensmäßige Limitierung auch der risikointensiven offenen Positionen des Eigenhandels.

### Risikomanagement
Die Risiken im Eigenhandel bestehen vor allem aus Markt- und Liquiditätsrisiken. Aus Sicht der Banken entstehen Marktrisiken durch unerwartete, negative Entwicklungen von Zinsen, Währungskursen und sonstigen Preisen. Hierbei ist das Adressrisiko, das sich durch sich ändernde Credit Spreads ebenfalls zu berücksichtigen. Andere, nicht zu unterschätzende Gefahren sind operationale Risiken (etwa der Ausfall von Datenverarbeitungssystemen) und rechtliche Risiken (etwa unvorhersehbare Änderungen der Gesetzeslage). Die Ausmaße von Marktrisiken werden durch den Value-at-Risk gemessen. Der Value-at-Risk eines Handelsbuches ist die obere Verlustgrenze, die bei einer vorgegebenen Haltedauer mit hoher Wahrscheinlichkeit (zum Beispiel 99 %) nicht überschritten wird. Der globale Eigenhandel erfordert insbesondere beim Multiple Inventory- und Sequential-Trading einen dynamischen Risikomanagementprozess mit kontinuierlicher, die dezentrale Organisation berücksichtigende Kontrolle und Steuerung der eingegangenen Risiken.

## Organisation
Die MaRisk sehen generell eine organisatorische Trennung zwischen dem Marktbereich und der Marktfolge vor, um personelle Interessenkonflikte zu vermeiden. Darüber hinaus sind dezidierte schriftliche Arbeitsanweisungen vorgeschrieben, die institutsintern für eine einheitliche und risikobewusste Organisation des Eigenhandels sorgen sollen. Um die institutsbezogenen Eigenhandelsrisiken zu begrenzen, werden Händlerlimite vorgegeben, die aus folgenden Unterlimiten bestehen:
- Overnight-Limit ist die Begrenzung der offenen Position am Ende des Arbeitstages. Es entspricht dem Positionslimit, also dem Risikolimit für den einzelnen Händler. Je nach Bemessung des Marktrisikos kann die Berechnung des Risikos pro Händler über eine Szenarioanalyse (zum Beispiel 1 % Zinsänderung, 4 % Währungsänderung) oder aber über kompliziertere Verfahren (wie dem Value-at-Risk-Ansatz) festgelegt werden.
- Intraday-Limit / Daylight Limit ist die Erlaubnis, während des Arbeitstages zeitweise eine offene Position aufbauen zu dürfen. Dieses Intraday-Limit wird abhängig von der Qualifikation und Position des Händlers und der Marktliquidität in dem gehandelten Instrument festgelegt. Das Limit kann auch abhängig davon sein, ob eine Bank in diesem Instrument eine Market-Maker-Funktion innehat oder nicht.
- Quotierungslimit ist die Begrenzung des Volumens, für das quotiert werden darf. Bis zu dem vorgegebenen Limit hat dann ein Händler das Recht, auf Anfrage einen Preis zu nennen, zu dem die Bank bereit ist, handelsübliche Beträge abzuschließen. Ähnlich wie beim Intraday-Limit hängt das Quotierungslimit von der Qualifikation und Funktion des Händlers, der Marktliquidität des Instrumentes und der Rolle der Bank in diesem Markt ab.
- Stop-loss-Limit begrenzt den maximalen Verlust, den die Bank bereit ist, auf einer Position hinzunehmen. Ist dieses Limit erreicht, muss der Händler seine Position schließen, auch wenn er noch freies Positionslimit besitzt. Es kann zusätzlich zu dem Overnight-Limit eingezogen werden.
- Laufzeit-Mismatch-Limit: Auch hierdurch kann zusätzlich zum gesamten Positionslimit noch eine Grenze für die offenen Risiken in den einzelnen Laufzeiten festgelegt werden. So kann die maximale offene Position im Intraday-Limit eines Händlers zusätzlich begrenzt werden, indem beispielsweise eine offene Position in der Laufzeit bis 6 Monate betraglich höher begrenzt wird als bei Laufzeiten bis 1 Jahr.

Zusätzliche Begrenzungen können noch durch Instrumentenlimite, die das Risiko der Liquidität in den einzelnen Märkten begrenzen, und durch Laufzeitlimite, die für einzelne Instrumente die maximale Laufzeit eingrenzen wird, erreicht werden.
Von Bedeutung ist auch eine sinnvolle Funktionsgliederung etwa in Handel, Risikomanagement und Support. Die Händler führen die eigentlichen Kauf- und Verkaufstransaktionen unter Beachtung der Limite und der Strategien durch. Dem Risikomanagement obliegen Limitfestlegung und -kontrolle sowie die Entwicklung und Überwachung bankinterner Strategien für den Eigenhandel. Zu den unterstützenden Funktionen gehören die Entwicklung und der Betrieb von Informationssystemen, Erfassung/Kontrolle der Geschäftsvorfälle sowie die Überwachung der regulatorischen Erfordernisse.
Hierbei kann im Eigenhandel zwischen drei verschiedenen Organisationsformen gewählt werden. Sie unterscheiden sich voneinander durch die Frage, wo und wie ein Handelsbuch geführt wird. Danach gibt es ein Single Inventory-, Multiple Inventory- und Sequential Trading Model.
Die einfachste Organisationsform für den Eigenhandel bietet das „Single Inventory Model“. Hierbei wird nur ein Handelsbuch an einem Ort geführt. Der Vertrieb vermarktet die Produkte des Handelsbuches zwar dezentral weltweit; die Vollmacht zum Geschäftsabschluss obliegt jedoch den Händlern am Ort der Führung des Handelsbuches. Zentralisiert sind auch Risikomanagement und unterstützende Bereiche.
Beim „Multiple Inventory Model“ werden dagegen Handelsbücher dezentral an mindestens zwei internationalen Finanzplätzen geführt. Der dezentralen Führung liegt die Vorstellung zugrunde, dass bestimmte Finanzinstrumente regelmäßig auf abgegrenzten Märkten gehandelt werden und somit ein sog. „Natural Home“ aufweisen. So könnten zum Beispiel e-Anleihen in einem Handelsbuch in Frankfurt gehalten werden, während US-Treasuries in New York geführt würden. Lediglich die Händler vor Ort besitzen die Vollmacht, Geschäfte für das jeweilige Handelsbuch zu tätigen. Zur Sicherstellung eines 24-Stunden-Handels ist es nach Schließung des Natural-Home-Marktes möglich, begrenzte Handelsvollmachten für bestimmte Positionen innerhalb vorgegebener Limite an andere, eigentlich nicht zuständige Unternehmensteile weiterzugeben. Die Risikoüberwachung erfolgt am Ort des Handelsbuches dezentral.
Das „Sequential Trading Model“ bildet die dritte und differenzierteste Form des Eigenhandels und kommt bei Kreditinstituten mit zentralem Risikomanagement häufig vor. Dabei verwaltet der Handel an verschiedenen Handelsplätzen ein gemeinsames Vermögen. Für ein bestimmtes Finanzprodukt existiert ein einziges, globales Handelsbuch, das ununterbrochen von einem Standort zum nächsten in 24 Stunden einmal um den Globus weitergegeben wird. Im Gegensatz zum „Multiple Inventory Model“ wird hierbei allen Händlern in den Unternehmensteilen eine uneingeschränkte Handelserlaubnis für alle Positionen des weltweiten Handelsbuchs erteilt. Für jedes globale Buch gibt es einen Chefhändler, der die vom zentralen Risikomanagement zugewiesenen Handelslimite kontrolliert und für das wirtschaftliche Ergebnis verantwortlich ist. Die hier gegeneinander abgegrenzten Handelsmodelle lassen sich in der Praxis nicht immer gegeneinander abgrenzen.

## Bilanzierung
Eigenhandelsgeschäfte sind ausnahmslos im Handelsbuch zu bilanzieren, weil das Handelsbuch alle Risikopositionen aufnimmt, die von einem Kreditinstitut zum Zwecke des kurzfristigen Wiederverkaufs unter Ausnutzung von Preis- und/oder Zinsschwankungen gehalten werden (Art. 4 Abs. 1 Nr. 86 Kapitaladäquanzverordnung (englische Abkürzung CRR)). Die im Eigenhandel gehandelten originären und derivativen Finanzinstrumente sind bilanzielles Geschäft. In der Kreditinstituts-Rechnungslegungsverordnung (RechKredV) ist (in § 35 Abs. 1 Nr. 1a RechKredV) die Verpflichtung der Kreditinstitute vorgesehen, im Anhang eine Aufgliederung der Bestandteile des Bilanzpostens „Handelsbestand“ vorzunehmen. Die Aufzählungen in § 35 Abs. 1 Nr. 6a bis 6c RechKredV dienen dazu, die Bewertung des Handelsbestandes zum beizulegenden Zeitwert transparenter zu gestalten. Nummer 6a RechKredV verpflichtet zur Angabe der wesentlichen Parameter zur Berechnung des Risikoabschlags und des absoluten Betrags des Risikoabschlags. Nummer 6b dient der Erläuterung von während des Geschäftsjahres vorgenommenen Umgliederungen. Alle Bankgeschäfte sind nach IAS 39.45 mit einer IFRS-Kategorie zu versehen, die diese Halteabsicht verdeutlicht. Für Handelsabsichten kommt die Kategorie Held for Trading (HfT) in Betracht.
Beim Eigenhandel wirken sich realisierte Gewinne oder Verluste direkt auf die Gewinn- und Verlustrechnung der Banken aus. Als „Eigenhandelserfolg“ ist nach der Gesetzesbegründung zur 6. KWG-Novelle der Nettoertrag bzw. -aufwand gemäß § 340c Abs. 1 HGB (Handelsbestand) zu verstehen. Nach § 340c Abs. 1 HGB ist der Unterschiedsbetrag aller Erträge und Aufwendungen aus Geschäften mit Finanzinstrumenten des Handelsbestands und dem Handel mit Edelmetallen sowie der zugehörigen Erträge aus Zuschreibungen und Aufwendungen aus Abschreibungen gesondert auszuweisen („Handelsergebnis“). Außerdem beinhaltet das Handelsergebnis den Teil der laufenden Zinsen, Dividenden und Bestandteile der Refinanzierung, der den Handelsaktivitäten zuzuordnen ist. Es beinhaltet ferner die Erträge aus Zuschreibungen und Aufwendungen aus Abschreibungen sowie der Aufwendungen für die Bildung von Rückstellungen für drohende Verluste aus schwebenden Finanzgeschäften und der Erträge aus der Auflösung dieser Rückstellungen. Durch die Forderung nach dem Ausweis des „Unterschiedsbetrags“ stellt § 340c HGB eine Ausnahme vom sonst vorherrschenden Verrechnungsverbot dar. Hier ist nach dem Formblatt 2 der RechKredV entweder der Nettoaufwand (Nr. 5) oder der Nettoertrag (Nr. 3) des Handelsbestands aufzuführen (Formblatt 2 RechKredV). Nach § 34 Abs. 2 Nr. 1d RechKredV ist der Handelsbestand nach geografischen Märkten aufzugliedern.

## Künftige Entwicklung
Da Nachhaltigkeit bei hoher Volatilität der Märkte nicht vorhanden ist, kann eine nachhaltige Ertragskraft aus dem Eigenhandel nicht erwartet werden. Das kundengetriebene Bankgeschäft brachte tendenziell weniger Gewinne ein, so dass weltweit die Banken ihren Eigenhandel begannen oder vergrößerten. Dieser stellte sich jedoch als häufige Ursache für Bankenkrisen heraus, so dass sich einige Institute aus diesem Bereich ganz oder teilweise wieder zurückzogen. „Wer mehr Nachhaltigkeit von Ertragslage und Geschäftsmodell will, der muss den Eigenhandel stärker begrenzen“, sagte Bundesbank-Vorstand Andreas Raymond Dombret im September 2012. Die Basel-III-Vorschriften zum Marktrisiko dienen diesem Ziel.
Nach § 3 Abs. 2 Satz 2 Nr. 3 KWG gilt der automatisierte Eigenhandel von CRR-Kreditinstituten nach § 1 Abs. 1a Satz 2 Nr. 4d KWG mittels einer hochfrequenten algorithmischen Handelstechnik als „verbotenes Geschäft“ und ist den betroffenen Institutsgruppen mithin untersagt. Nach dem Trennbankengesetz bleibt für Einlagenkreditinstitute das Erbringen des Eigenhandels mit Kundenbezug, also die Anschaffung und Veräußerung von Finanzinstrumenten für eigene Rechnung als Dienstleistung für andere, zulässig. Dazu gehört auch das so genannte „Market Making“.
Die EU-Trennbanken-VO vom Januar 2014 definierte in Art. 5 Nr. 4 EU-Trennbanken-VO den Eigenhandel als das „Eingehen von Positionen mit Hilfe eigenen Kapitals oder aufgenommener Mittel bei jeder Art von Transaktion, die den Kauf, den Verkauf oder einen anderweitigen Erwerb/oder eine anderweitige Veräußerung eines beliebigen Finanzinstruments oder einer beliebigen Ware zum Gegenstand hat und dessen alleiniger Zweck entweder in der Gewinnerzielung für eigene Rechnung, ohne dass eine Verbindung zu einer tatsächlichen oder antizipierten Kundentätigkeit besteht…“ Der Eigenhandel war deshalb in Art. 6 Trennbanken-VO verboten worden. Die EU-Trennbanken-VO wurde im Juli 2018 zurückgezogen und erreichte nicht den Status einer EU-Verordnung.